# جوزيف بلاك
كان جوزيف بلاك (بالإنجليزية: Joseph Black)‏ (16 أبريل 1728 – 6 ديسمبر 1799) فيزيائيًا وكيميائيًا اسكتلنديًا اشتُهر باكتشافه المغنيسيوم والحرارة الكامنة والحرارة النوعية وثنائي أكسيد الكربون. عمل أستاذ تشريح وكيمياء في جامعة غلاسكو مدة 10 سنوات بدءًا من عام 1756، ثم أستاذ طب وكيمياء في جامعة إدنبرة بدءًا من عام 1766، حيث بقي يدرّس ويحاضر لأكثر من 30 عامًا.
سُميت أبنية قسم الكيمياء في كلتا جامعتي إندبرة وغلاسكو باسم بلاك.

## نشأته وتعليمه
وُلد بلاك في بوردو، فرنسا، وكان سادس اثني عشر طفلًا لمارغريت غوردون (توفيَت عام 1747) وجون بلاك. كانت أمه من إحدى عائلات أبردينشاير التي كانت على صلة بتجارة النبيذ وكان والده من بلفاست، أيرلندا وكان وسيطًا في تجارة النبيذ. تلقى تعليمه في المنزل حتى عمر 12، وبعدها التحق بمدرسة القواعد في بلفاست. التحق بجامعة غلاسكو في عام 1746 حينما كان في عمر 18 عامًا، ودرس فيها أربع سنوات قبل أن يمضي أربعًا أخرى في جامعة إدنبرة ليواصل دراساته الطبية. كتب خلال دراسته أطروحة دكتوراه حول علاج حصى الكلية باستخدام ملح كربونات المغنيسيوم.

## عمله

### المبادئ الكيميائية
مثل معظم تجريبيّي القرن الثامن عشر، كانت تصوّرات بلاك عن الكيمياء قائمة على «مبادئ» المادة الخمسة: الماء والملح والأرض والنار والمعدن. أضاف مبدأ «الهواء» عندما أكدت تجاربه بشكل حاسم وجود ثنائي أكسيد الكربون، والذي سماه «الهواء الحبيس». كان بحث بلاك مسترشدًا بالأسئلة المتعلقة بكيفية اندماج «المبادئ» بعضها مع بعض في عديد من الأشكال والخلائط المختلفة. استخدم مصطلح «أُلفة» ليصف القوة التي تدمجها معًا. استخدم على امتداد حياته المهنية مجموعة متنوعة من الرسوم البيانية والمعادلات ليدرّس طلابه في جامعة إدنبرة كيفية التلاعب «بالأُلفة» باستخدام مختلِف أنواع التجارب.

### التوازن التحليلي
نحو عام 1750، حينما كان لا يزال طالبًا، طوَّر بلاك التوازن التحليلي بناءً على دعامة خفيفة الوزن جرَت موازنتها على رافعة إسفينية الشكل. حملت كل ذراع كفة وُضعت عليها العينة أو الأوزان المعيارية. تجاوزت دقته دقة أي ميزان آخر في عصره بكثير وصار أداة علمية هامة في معظم المختبرات الكيميائية.

### الحرارة الكامنة
في عام 1757، عُين بلاك أستاذ ريجيوس لممارسة الطب في جامعة غلاسكو.
استنتج في عام 1761 أن تطبيق الحرارة على الجليد عند نقطة انصهاره لا يسبب ارتفاعًا في حرارة مزيج الجليد والماء، بل يسبب بدلًا عن ذلك زيادة في كمية الماء في المزيج. إضافة إلى ملاحظة بلاك أن تطبيق الحرارة على الماء المغلي لا يسبب ارتفاعًا في حرارة مزيج الماء والبخار، بل يؤدي إلى زيادة في كمية البخار. خلص من هذه الملاحظات إلى أن الحرارة المطبقة لا بد اندمجت بجزيئات الجليد والماء المغلي وصارت كامنة.
تمثل نظرية الحرارة الكامنة بداية الديناميكا الحرارية. كانت نظرية بلاك عن الحرارة الكامنة واحدة من أهم إسهاماته العلمية، والتي ترتكز شهرته العلمية عليها خصوصًا. أظهر أيضًا أن المواد المختلفة لها درجات حرارة نوعية مختلفة.
تبين في النهاية أن النظرية لم تكن مهمة في تطوير العلم المجرد فحسب، بل في تطوير المحرك البخاري. صار بلاك وجيمس واط صديقان بعد لقائهما نحو عام 1757 حينما كان كلاهما في غلاسكو. منح بلاك واط تمويلًا معتبرًا ودعمًا آخر لبداية أبحاثه في الطاقة البخارية. كان اكتشاف بلاك لحرارة الماء الكامنة مثيرًا للاهتمام بالنسبة لوات، وأبلغ عن محاولاته لتحسين كفاءة المحرك البخاري الذي اخترعه توماس نيوكومن وتطوير علم الميكانيكا الحرارية.

## وصلات خارجية
- جوزيف بلاك على موقع الموسوعة البريطانية (الإنجليزية)
- تجارب بلاك على المواد القلوية (بالإنجليزية)
- جوزيف بلاك – سيرة نسخة محفوظة 16 ديسمبر 2009 على موقع واي باك مشين. (بالإنجليزية)
- مؤلفات جوزيف بلاك في مشروع غوتنبرغ
- أعمال أو نبذة عن جوزيف بلاك على أرشيف الإنترنت